# Бистрий (заповідне урочище)
Би́стрий — заповідне урочище в Україні. Розташоване в межах Івано-Франківського району Івано-Франківської області, на захід від села Стара Гута. 
Площа 187 га. Статус надано 1993 року. Перебуває у віданні ДП «Солотвинський лісгосп» (Гутянське лісництво, кв. 43, 44). 
Статус надано з метою збереження частини лісового масиву в Ґорганах з цінними насадженнями реліктової сосни кедрової європейської, занесеної до Червоної книги України. 
Заповідне урочище «Бистрий» розташоване поруч з національним природним парком «Синьогора»». 